# Kazinka (Lípetsk)
|  | Per a altres significats, vegeu «Kazinka». |

Kazinka (en rus: Казинка) és un poble de l'óblast de Lípetsk, a Rússia, que el 2018 tenia 3.201 habitants. Pertany al districte rural de Griazi.